# K.J. van Gerven
Karel Joseph van Gerven (Steyl, 25 september 1924 – Heythuysen, 5 april 2023) was een Nederlands burgemeester. Hij was achtereenvolgens lid van de KVP en het CDA.

## Loopbaan
In 1946 ging hij werken bij de gemeentesecretarie van Beesel en in 1952 maakte hij de overstap naar de provinciale griffie van Limburg waar hij werkzaam was als commies. In 1952 werd hij de gemeente-ontvanger van Cadier en Keer en in februari 1961 volgde zijn benoeming tot burgemeester van Broekhuizen. Vervolgens was Van Gerven vanaf december 1968 burgemeester van de gemeenten Horn en Beegden welke functies hij vervulde tot 1986.
K.J. van Gerven overleed in 2023 op 98-jarige leeftijd.